# Richard al III-lea al Angliei
Richard al III-lea (n. 2 octombrie 1452, Fotheringhay Castle⁠(d), Anglia, Regatul Unit – d. 22 august 1485, Bosworth Field site⁠(d), Anglia, Regatul Unit) a fost rege al Angliei, din 1483 până la moartea sa. A fost ultimul rege din Casa de York și înfrângerea lui în Bătălia de la Bosworth a fost punctul culminant al Războiului celor Două Roze și sfârșitul dinastiei Plantagenet. După moartea fratelui său regele Eduard al IV-lea, Richard a domnit ca regent pentru fiul lui Eduard o scurtă perioadă de timp, cu titlul de Lord Protector apoi și-a închis nepoții (Eduard și Richard) în Turnul Londrei și a fost încoronat la 6 iulie 1483.
A murit pe câmpul de luptă în Bătălia de la Bosworth și rămășițele sale s-au pierdut timp de peste cinci secole, fiind regăsite la începutul secolului al XXI-lea. În 2012, o săpătură arheologică a fost realizată în site-ul ocupat odată de Greyfriars, Leicester. Universitatea din Leicester a confirmat la 4 februarie 2013, că scheletul găsit în săpătură a aparținut, dincolo de orice îndoială rezonabilă, regelui Richard al III-lea. Concluzia s-a bazat pe o combinație de probe de la datarea cu radiocarbon, compararea cu rapoartele contemporane ale aspectul său, precum și o comparație a ADN-ului mitocondrial cu doi descendenți ai surorii lui Richard.

## Copilăria
Richard s-a născut la Castelul Fotheringhay, ca cel de-al optulea și cel mai tânăr fiu a lui Richard Plantagenet, al 3-lea Duce de York (care a revendicat tronul regelui Henric al VI-lea) și al Ceciliei Neville. Richard a petrecut o mare parte a copilăriei sale la castelul Middleham în Wensleydale, sub tutela vărului său Richard Neville, al 16-lea Conte de Warwick (cunoscut în istorie ca "The Kingmaker").
În momentul decesului tatălui său și a fratelui său mai mare în Bătălia de la Wakefield, Richard, care era încă un băiat, a fost luat în grijă de Warwick. A dezvoltat o strânsă prietenie cu Francis Lovell, o prietenie care a rămas puternică pentru restul vieții sale. Mai târziu, Richard s-a căsătorit cu fiica lui Warwick, Anne Neville.
În momentul morții tatălui său și fratelui său mai mare Edmund, Conte de Rutland, în bătălia de la Wakefield în 1460, Richard, care avea vârsta de opt ani, a fost trimis de mama sa, ducesa de York, în Țările de Jos, însoțit de fratele său mai mare, George. Aceștia s-au reîntors în Anglia după înfrângerea Lancasterilor în bătălia de la Towton și a participat la încoronarea fratelui său mai mare, Eduard al IV-lea, în 1461. Richard a fost numit duce de Gloucester, și a fost făcut Cavaler al Jartierei și Cavaler de Bath. Apoi a fost trimis pe terenurile lui Warwick de la Middleham pentru formarea sa în calitate de cavaler. Cu unele întreruperi, Richard a rămas la Middleham până la începutul anului 1465, când avea vârsta de 12 ani.
Richard a devenit implicat în politica brutală din Războiul celor Două Roze la o vârstă fragedă. Eduard l-a numit singurul comisionar de Array pentru teritoriile din vest în 1464, când avea vârsta de 11 ani. Până la vârsta de 17 ani, el a deținut o comandă independentă.
Richard, împreună cu fratele său, regele Eduard, au fugit în Burgundia în octombrie 1470, după ce Warwick s-a alăturat de partea Margaretei de Anjou. Pentru a doua oară, Richard a fost nevoit să se refugieze în Țările de Jos, care au devenit apoi o parte din domeniul său a Ducatului de Burgundia. În 1468, sora lui Richard, Margareta, a devenit soția lui Carol, Duce de Burgundia, iar frații se așteptau la un ajutor de acolo. Deși avea doar 18 ani, Richard a jucat un rol crucial în luptele din Barnet și Twekesbury, care a dus la restaurarea lui Eduard la tronul Angliei, în primăvara anului 1471.

## Căsătoria și relația cu familia

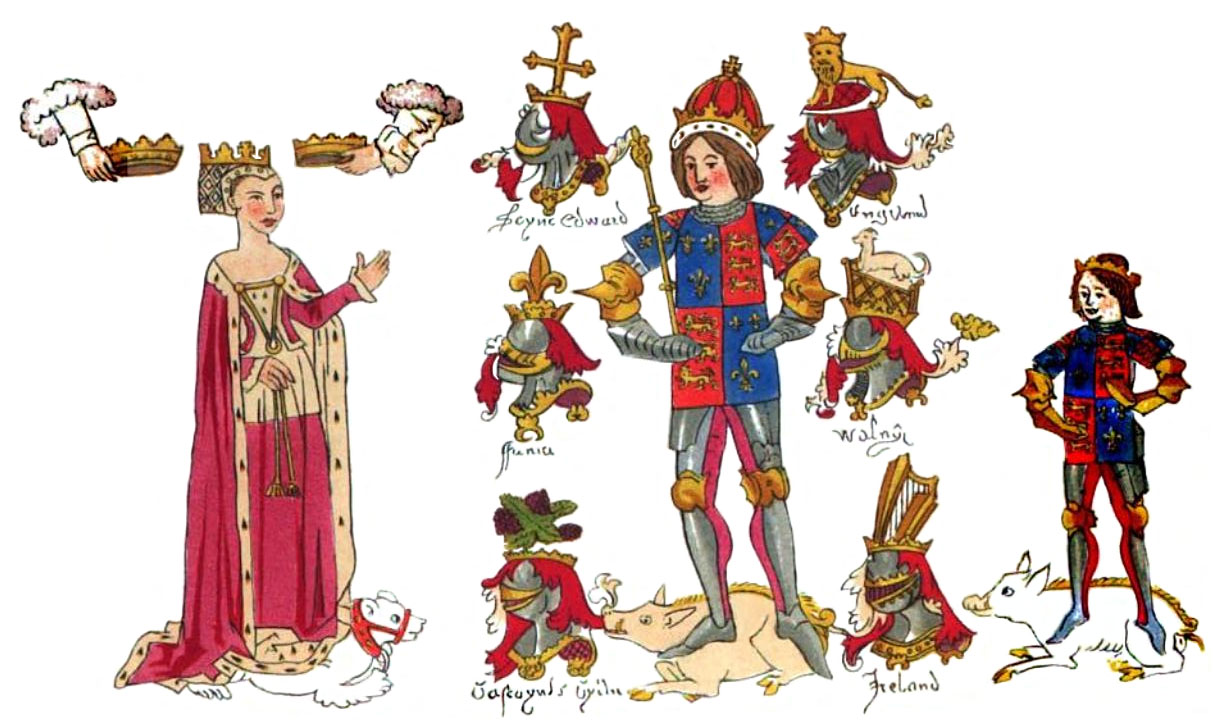
Ilustrare contemporană (Rous Roll) al lui Richard al III-lea, regina Anne Neville cu care s-a căsătorit la York în 1472 și fiul lor Edward, Prinț de Wales.

În urma victoriei decisive a Yorkiștilor asupra Lancasterilor în bătălia de la Tewkesbury, Richard s-a căsătorit cu Anne Neville, fiica cea mică a contelui Warwick, pe 12 iulie 1472. Primul soț al Annei a fost Eduard de Westminster, fiul lui Henric al VI-lea al Angliei, care a murit la Twekesbury. Richard și Anne s-au întâlnit prima dată când acesta a fost luat de tatăl ei și dus la Castelul Middleham, la moartea tatălui său din 1460. Planurile de căsătorie ale lui Richard l-au adus în conflict cu fratele său George: scrisoarea lui John Paston din 17 februarie 1472 a arătat clar că George nu a fost fericit când a auzit de căsătorie, dar cu părere de rău a acceptat pe baza faptului că el putea avea și doamna mea, cumnata lui, căci ele nu trebuie să împartă nici un mijloc de trai. Motivul era moștenirea Annei care era comună cu cea a surorii sale mai mari, Isabel, cu care George se căsătorise în 1469. Nu era doar titlul de conte englez la mijloc, dar Richard Neville l-a moștenit ca urmare a căsătoriei sale cu Anna de Beauchamp, care era încă în viață (și a supraviețuit și după fiicele sale) și practic era proprietara moșiilor familiei Beauchamp, lăsate de tatăl ei care nu avusese moștenitori de sex masculin.
Cronica Croyland înregistrează că Richard a fost de acord cu un contract pre-nupțial cu următorii termeni: căsătoria Ducelui Gloucester cu Anne a avut loc și el are să dețină teritoriile contelui care ar trebui convenite între cei doi prin intermediul unui judecător, în timp ce restul are să rămână în posesia Ducelui de Clarence.
Data scrisorii lui Paston sugerează că mariajul se afla încă în curs de negociere în februarie 1472 și dispensa papală necesară nu fusese obținută până în 22 aprilie. Acest lucru sugera că termenii dispensei subestima deliberat gradul de înrudire a cuplului, iar căsătoria a fost, prin urmare, ilegală.
În iunie 1473, Richard a fost convins de soacra sa care dorea să părăsească sanctuarul și să vină să trăiască sub protecția lui la Middleham. Mai târziu în același an, sub condițiile actului de Reluare din 1473, George a pierdut o parte de proprietatea pe care o deținea sub grant regal și nu s-a ferit să-și arate nemulțumirea.
La începutul anului 1474, Parlamentul și regele Eduard au încercat să-i împace pe cei doi frați, afirmând că atât cei doi cât și soțiile lor trebuie să se bucure de moștenirea lui Warwick la fel ca în cazul în care contesa Warwick ar fi fost moartă în mod natural, dar în același timp era specificat că, în cazul unui divorț, Richard continua să dețină proprietățile Annei. În anul următor, Richard a fost recompensat cu toate teritoriile Neville din nordul Angliei, în detrimentul vărului Annei, George Neville. Din acel moment, George părea să fi scăzut în mod constant în dizgrațiile regelui Eduard, iar nemulțumirea atinsese punctul maxim în 1477, atunci când, după moartea soției sale Isabel, i s-a refuzat posibilitatea de a se căsători cu Maria de Burgundia, fiica vitregă a surorii sale Margareta, chiar dacă Margareta a fost de acord cu această alianță. Nu există dovezi că Richard ar fi fost implicat în convingerea și executarea lui George care fusese acuzat de trădare.

## Domnia lui Richard al III-lea

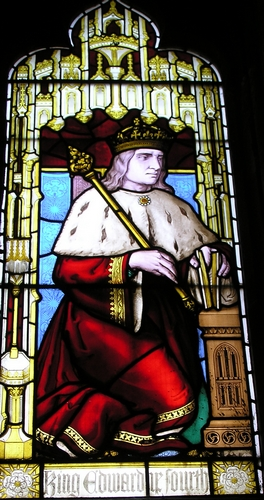
Eduard al IV-lea, fratele lui Richard

Lui Richard i s-a acordat ducatul de Gloucester pe 1 noiembrie 1461 și la 12 august în anul următor i s-au acordat moșii mari din nordul Angliei, inclusiv domeniile Richmond, în Yorkshire și Pembroke din Țara Galilor. El a câștigat terenurile pierdute ale ducelui de Oxford, în Anglia de est. În 1462, de ziua lui, el a fost făcut Conetabil de Gloucester și a preluat Castelele Corfe, fiind numit guvernator al nordului și devenind cel mai bogat și cel mai puternic nobil din Anglia. Pe 17 octombrie 1469, el a fost făcut Conetabil al Angliei. În noiembrie, l-a înlocuit pe William Hasting, primul Baron Hasting, în calitate de șef al justiției din nordul Țării Galilor. În anul următor, a fost numit Șambelan al Țării Galilor. Pe 18 mai 1471, Richard a fost numit Mare Șambelan și Mare Lord Amiral al Angliei. Au urmat și alte poziții precum Locotenent al Nordului și Comandantul Șef împotriva scoțienilor. Două luni mai târziu, pe 14 iulie, el a câștigat conducerea cetății Sheriff Hutton și Middleham în Yorkshire și Penrith în Cumberland, care au aparținut lui Warwick, făcătorul de regi.
În timpul domniei fratele său, Eduard al IV-lea, Richard a demonstrat loialitate și calificare în calitate de comandant militar. El a fost răsplătit cu teritorii întinse în nordul Angliei, titlul de Duce de Gloucester și a fost numit în funcția de Guvernator de Nord, devenind unul dintre cei mai bogați și mai puternici nobili din Anglia. În contrast, alte frate, George Plantagenet, primul Duce de Clarence, a fost executat de către Eduard de trădare.
Richard a controlat nordul Angliei până la moartea lui Eduard al IV-lea. În special în orașul York, el a fost privit cu multă dragoste și afecțiune. În 1482 Richard a recapturat Berwick-upon-Tweed de la scoțieni iar administrarea lui a fost considerată ca fiind justă și echitabilă.
După ce Eduard a recăpătat sprijinul lui Clarence, el a făcut o campanie rapidă și decisivă pentru a recâștiga coroana prin luptă. Se crede că Gloucester a fost locotenentul său principal. Este posibil să fi condus avangarda în Bătălia de la Barnet, în prima sa comandă la 14 aprilie 1471. O sursă contemporană afirmă clar cu privire la deținerea avangardei pentru Eduard la Twekesbury, desfășurată împotriva Lancasterilor sub ducele de Somerset, la 4 mai, și rolul său în calitate de Conetabil al Angliei, alături de John Howard Conte de Marshal, în procesul și condamnarea liderului Lancaster capturat după bătălie.
Richard a controlat nordul Angliei până la moartea lui Eduard al IV-lea. Acolo, și mai ales în orașul York, acesta era foarte apreciat. Eduard al IV-lea a înființat Consiliul de Nord ca organ administrativ în 1472, pentru a îmbunătăți controlul guvernamental și de prosperitate economică și de a beneficia întregul nord al Angliei. Richard a servit ca primul Lord Președinte din 1472 până la data aderării sale la tron. La aderarea sa, l-a făcut pe nepotul său, John de Pole Conte de Lincoln, președinte și l-a instituționalizat în mod oficial la rangul de Consiliu Regal.

## Accederea la tron

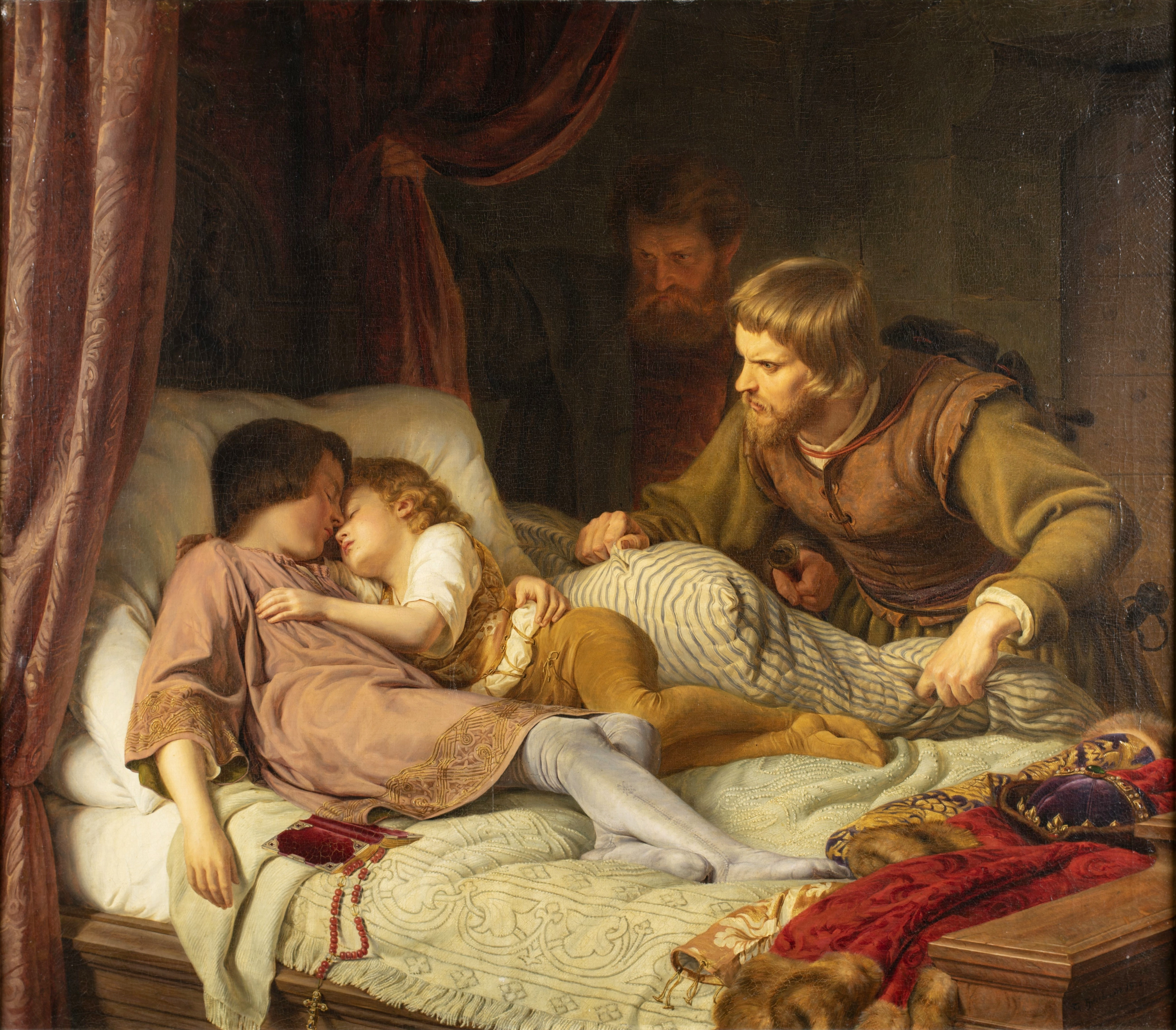
Uciderea fiilor lui Eduard al IV-lea.

La decesul lui Eduard al IV-lea, la 9 aprilie 1483, fiii lui Eduard, regele Eduard al V-lea în vârstă de 12 ani și Richard de Shrewsbury, primul Duce de York în vârstă de 9 ani urmau în linie la succesiunea tronului. Totuși, Eduard al V-lea a fost ținut sub custodia lui Richard, Duce de Gloucester în Turnul Londrei, unde a fost adus mai târziu și fratele lui mai mic.
La o reuniune a Consiliului din 13 iulie în Turnul Londrei, Richard l-a acuzat pe Hastins și pe alți aliați ai săi că au uneltit împotriva lui, împreună cu Woodville, cu Jane Shore, iubita lui Hasting și lui Thomas Grey, primul Marchiz de Dorset, care acționase ca intermediar între ei. Hasting a fost executat sumar, în timp ce restul au fost arestați. John Morton, Episcopul de Ely, unul dintre cei arestați, a fost eliberat și predat în custodia lui Buckingham înainte de revolta ce avea să vină.
La 22 iunie 1483 în fața catedralei St Paul s-a citit o declarație prin care Richard a declarat că mariajul lui Eduard al IV-lea cu Elizabeth Woodville a fost ilegală, iar, prin aceasta, cei doi copii erau nelegitimi. Această poziție a fost susținută de un proiect de lege adoptat de Parlament în legătură cu dovezile unui episcop care a mărturisit că l-a căsătorit pe Eduard cu Lady Eleanor Butler și că aceasta era încă în viață când Eduard s-a căsătorit cu Elizabeth Woodville. La 6 iulie 1483, Richard a fost încoronat la Catedrala Westminster.
Prinții, probabil încă în Turnul Londrei din  reședința regală, au dispărut din vedere. Deși Richard al III-lea a fost acuzat că i-a ucis pe cei doi, există o dezbatere cu privire la soarta lor reală.
Richard și soția sa, Anne, au înzestrat Colegiul Regelui și Reginei de la Universitatea din Cambridge. Plănuiau să creeze o capelă mare în York Minster, cu peste o sută de preoți. Richard este, de asemenea, fondatorul Colegiului de Arme.

## Revolta din 1483
În 1483, a apărut o conspirație în rândul unor nobili nemulțumiți, dintre care mulți fiind susținătorii lui Eduard al IV-lea. Conspirația a fost condusă de Richard, fostul aliat al lui Henric Stafford, Duce de Buckingham. Ei au planificat să-l detroneze pe Richard al III-lea și să-l înlocuiască cu Eduard al V-lea, Prințul din Turn. Când au apărut zvonurile că Eduard și fratele sau mai mic au murit, Buckingham a intervenit, propunând ca Henric Tudor să se întoarcă din exil, să preia tronul și să se căsătorească cu Elisabeta de York, sora mai mare a Prinților din Turn. La rândul său, Buckingham a ridicat o forță substanțială de la moșiile sale din Țara Galilor și Marche. Henric, aflat în exil în Britania, s-a bucurat de sprijinul primului ministru Pierre Landais, care spera ca victoria lui Buckingham să cimenteze o alianță între Bretania și Anglia.
Navele lui Henric Tudor au întâmpinat o furtună și au fost nevoite să se întoarcă în Britania. Armata lui Buckingham a fost tulburată de aceeași furtună atunci când forțele lui Richard au venit împotriva lor. Backingham a încercat să scape deghizat, dar a fost prins și returnat lui Richard care pusese recompensă pe capul său. A fost învinuit de trădare și decapitat la Salisbury pe 2 noiembrie. Văduva lui, Caterina, s-a căsătorit cu Jasper Tudor care a luat legătura cu Henric Tudor pentru a organiza o altă revoltă.
Richard a făcut avansuri în Landais, oferind sprijin militar pentru regimentul slab de sub Ducele Francisc al II-lea de Bretania în schimbul lui Henric. Henric a fugit la Paris, unde și-a asigurat sprijinul din partea regentei franceze Anne de Beaujeu, care a furnizat trupe pentru invazia din 1485. Guvernul francez, amintindu-și că Gloucester a refuzat Tratatul de la Picquigny și a refuzat acceptarea unui tribut francez, refuza să-i recunoască ascensiunea și devenise dușmanul Franței.

## Moartea și Bătălia de pe câmpul Bosworth

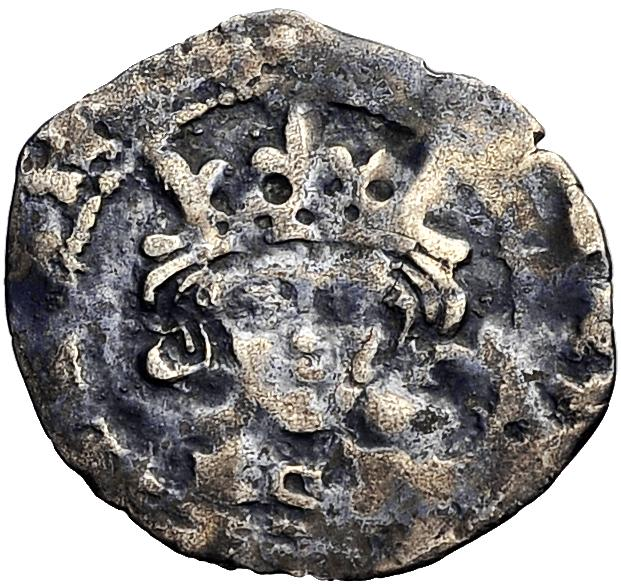
Penny din timpul lui Richard al III-lea

La 22 august 1485, Richard a întâlnit forțele lui Henric Tudor în Bătălia de la Bosworth Field. Dimensiunea armatei lui Richard a fost estimată a fi de 8.000, iar a lui Henric de 5.000, însă cifrele exacte sunt necunoscute. Strigătul tradițional al regelui era Trădare! înainte de căderea din timpul luptei unde Richard a fost abandonat de către baronul Stanley (ridicat la rangul de Conte de Derby în octombrie), Sir William Stanley și Henric Percy, Conte de Northumberland. Cu toate acestea, rolul lui Northumberland este neclar. În ciuda afilierii sale aparente cu Richard, soția baronului Stanley, Lady Margaret Beaufort, a fost mama lui Henric Tudor. Schimbarea părților de către Stanley a epuizat grav puterea armatei lui Richard și a afectat rezultatul bătăliei. Moartea lui John Howard, Duce de Norfolk, tovarășul său apreciat, a avut efect demoralizator asupra lui Richard și a oamenilor săi. Poate că în realizarea implicațiilor sale, Richard a condus o cavalerie adânc în rândurile inamicului într-o încercare de a pune capăt rapid luptei, prin lovirea lui Henric Tudor.

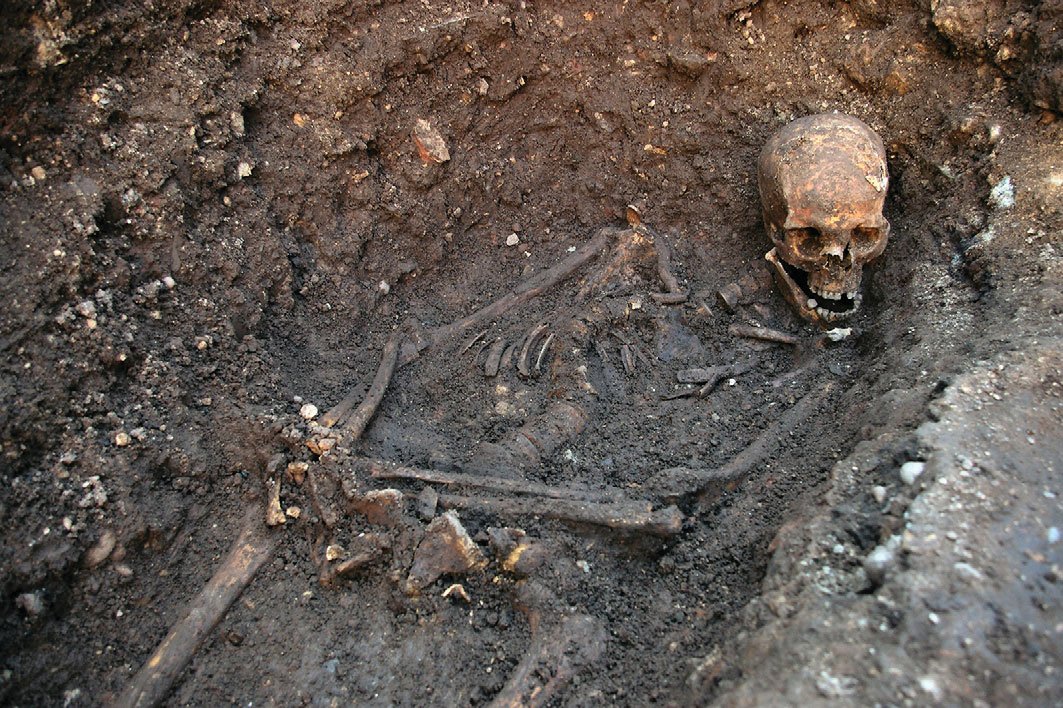
Scheletul lui Richard, descoperit în 2012

Câteva surse au notat că regele Richard s-a luptat cu curaj și pricepere în timpul acestor manevre, întrecând-l pe Sir John Cheyne, un campion bine-cunoscut, l-a ucis pe Sir William Brandon, un apropiat al regelui Henric și îndreptându-se cu sabia spre Henric Tudor înainte ca acesta să fie înconjurat de oamenii lui William Stanley și ucis. Cronicarul burgund Jean Molinet spune că un galez i-a dat lovitura de moartea cu o halebardă, în timp ce calul lui Richard a fost împins în pământul mlăștinos. Se spune că loviturile au fost atât de violente încât casca regelui a fost împinsă adânc în craniu. Preotul galez contemporan, Guto Glyn, presupune că Rhys Thomas, Lancasterul galez, l-a ucis pe rege. Identificarea, în 2013, a corpului regelui Richard arată că scheletul avea 10 răni, opt dintre ele la cap, în mod clar provocate în luptă și sugerând că a pierdut casca. Craniul arată că o lamă tăiase o parte din spate a craniului. Regele Richard al III-lea a fost ultimul rege englez ucis în luptă.

## Succesiunea
Richard și Anne au avut un fiu, născut în 1473, Eduard de Middleham, care a murit în aprilie 1484, la puțin timp după ce a fost creat Prinț de Wales. De asemenea, Richard și-a recunoscut copii nelegitimi: John de Gloucester și Caterina, care s-a căsătorit cu William Hervet, Conte de Pembroke, în 1484. Michael Hicks și Josephine Wilkinson au sugerat că mama Caterinei ar fi putut fi Caterina Haute, pe baza unei plăți anuale de 100 de șilingi efectuate în 1477. Familia Haute era înrudită cu Woodville prin căsătoria mătușii Elisabetei Woodville, Joan Woodville cu Sir William Haute. Unul dintre copii lor a fost Richard Haute, iar fiica lor, Alice, s-a căsătorit cu Sir John Fogge, fiind strămoșii reginei Caterina Parr, a șasea soție a regelui Henric al VIII-lea al Angliei.
Ambii copii nelegitimi ai lui Richard au supraviețuit după moartea sa, dar se pare că au murit fără moștenitori. Este posibil ca John să fi fost executat în 1499, deși nu există nici o înregistrare despre acest lucru în afară de o afirmație a lui George Buck un secol mai târziu. Caterina se pare că a murit înainte de încoronarea verișoarei sale, Elisabeta de York, la 25 noiembrie 1487.